# Loxomespilon perezi
Loxomespilon perezi är en bägardjursart som beskrevs av Bobin och Prenant 1953. Loxomespilon perezi ingår i släktet Loxomespilon och familjen Loxosomatidae. Inga underarter finns listade i Catalogue of Life.